# Cantone dei cavalieri dell'Alto Reno
Il cantone dei cavalieri dell'Alto Reno (tedesco: Ritterkanton Oberrhein) fu un circolo di cavalieri del Sacro Romano Impero appartenente al Circolo dei cavalieri della Renania.

## Confini
L'area del cantone dell'Alto Reno si estendeva lungo la regione dell'Alto Reno, in Renania.

## Storia
Il cantone dei cavalieri dell'Alto Reno venne creato a partire dal XVI secolo in Germania, in Renania. Esso aveva sede nella città di Magonza, dove si trovava la Ritterhaus.
Il circolo venne chiuso col crollo del Sacro Romano Impero, la mediatizzazione degli stati principeschi e la soppressione infine dei circoli cavallereschi il 16 agosto 1806.

## Capitani dei cavalieri del cantone dei cavalieri dell'Alto Reno
- Friedrich IX von Dalberg zu Kropsburg (c. 1530 - 1577)
- Dieter VII (c. 1532 - 30 maggio 1585)[1]
- Wolfgang Friedrich I von Dalberg (1565 - 1621), figlio di Friedrich IX von Dalberg
- Adolf Johann Karl von Bettendorff († 1706), burgravio di Friedberg.[2]
- Franz Eckenbert II von Dalberg zu Wallhausen (1674 - 1741) dal 1714 al 1741[3]
- Friedrich Anton Christoph von Dalberg zu Hessloch (1709 - 1775)[4] dal 1741 al 1775
- Friedrich Franz Karl Eckbrecht Benedikt von Dalberg (1751 - 1811) dal 1788 al 1797/1801.[3]

## Famiglie dei cavalieri imperiali del cantone dell'Alto Reno
- baroni von Bettendorff
- Botzheim
- baroni von Cathcart
- baroni von Dalberg[5]
- conti von Degenfeld Schomburg auf Eybach (1716)
- baroni von Dienheim auf Dienheim (XVI-1792)
- barone von Eckbrecht von Dürkheim
- conti von Eltz
- baroni von Esenbeck
- baroni Forstmeister von Gelnhausen zu Auferrau (-1781, poi elett. Magonza)
- baroni von Gagern
- baroni Groschlag von und zu Dieburg (Darmstadt)
- baroni von Grote zum Schauen (1689)
- baroni von Haxhausen
- baroni von Hettersdorff
- cavalieri Horneck von Weinheim
- baroni von Hundheim
- conti von Ingelheim gennant Echter von und zu Mespelbrunn (1698), Dagstuhl
- Jacob von und zu Hollach
- baroni von Kerpen
- cavalieri Knebel von Katzenelnbogen auf St. Quintin a Magonza (1710)
- conti von Löwenhaupt
- cavalieri Merz von Quirnheim
- baroni von Mundolsheim
- barone von Oberndorff
- baroni von Reigersberg
- baroni Riedeseln zu Eisenbach und Lauterbach auf Haus Burg: Johann Wilhelm  1705-82
- baroni Schenk von Schmidtburg
- baroni Schenk von Waldenburg, Dahn, Erfweiler, Burchweiler, Schenlhard
- conti von Stralenheim in Forbach
- baroni von Wallbrunn auf Schloss Ernsthofen (1722)
- baroni von Wrede, Drachenbronn (Lembach)
- conti Vissthum von Eckstädt, Auerwalde, Lichtewalde
- baroni Vopelius von Blumencron
- cavalieri Vizthum von Egersberg
- baroni Wambolt von Umstadt: Partenheim und Weitersweiler
- baroni von Warsberg, Hennweiler, Oberhausen, Wincheringen (1473), Freistroff
- conti von Wieser
- cavalieri Zandt von Merl -1669
- Ganerbschaften Bechtolsheim, Mommenheim, Niedersaulheim (u. a. Hund von Saulheim) und Schornsheim